# Савабэ, Павел
Павел Савабэ (до крещения Савабэ Такума, яп. 沢辺 琢磨, при рождении Ямамото Кадзума, 山本 琢磨; 13 февраля 1834, деревня Усиоэ, провинция Тоса — 25 июня 1913, Токио) — священнослужитель Русской православной церкви, миссионер, ученик Николая (Касаткина), первый японец, ставший православным священником.

## Биография
Родился в семье самурая Ямамото Дайсити (яп. 山本代七). Был двоюродным братом Сакамото Рёмы. Будучи студентом, вместе с ним изучал самурайское искусство фехтования кэндо и философию.
Долгое время Савабэ был ронином — самураем без места службы — и зарабатывал на жизнь уроками фехтования, ездя по разным городам и селениям Японии.
Приехав в Хакодате, женился на дочери синтоистского жреца по фамилии Савабэ, стал приёмным сыном жреца и сменил имя. После смерти тестя принял жреческий сан, наследственный в этой семье, и место служения.
Там же Савабэ Такума проникся идеологией «Сонно Дзёи» и возглавил группу борцов за возвращение императору власти и требовавшую выдворения из Японии всех иностранцев. Особенно неприязненно он относился к духовенству, так как был убеждён, что религия — это то, чем иностранцы собираются сокрушить японский дух изнутри. И потому священников надо уничтожать в первую очередь. Его будущий наставник Николай (Касаткин) так охарактеризовал тот период его жизни:

Будучи жрецом древнейшей в городе кумирни, он пользовался уважением народа, получая значительные доходы и зная только довольство и счастье. В семействе у него была прекрасная молодая жена, маленький сын и мать жены. Горд он был своим отечеством, верой своих предков, а потому презирал иностранцев, ненавидел их веру, о которой имел самые неосновательные понятия.

В 1865 года вооружённый мечом Савабэ Такума встретился с иеромонахом Николаем (Касаткиным), намереваясь его убить. Иеромонах Николай спросил его, почему Савабэ гневается на него, на что Савабэ ответил: «Вы пришли сюда, чтобы погубить нашу страну». Иеромонах Николай говорил: «справедливо ли осуждать то, чего ты не знаешь? Позволь мне рассказать тебе о нашей вере». Савабэ Такума заинтересовался услышанным и с того дня начал изучать христианское учение.
Через некоторое время к Савабэ присоединился его друг — доктор Сакаи Токурэй. Спустя некоторое время ещё двое друзей, Урано и Судзуки, присоединились к группе слушателей. Это было небезопасно, так как проповедь христианства была на тот момент запрещена законом.
В апреле 1868 года отец Николай крестил Савабэ, Сакаи и Урано, дав им имена апостолов — Павел, Иоанн и Иаков. Они стали первыми японцами, принявшими православие.
После крещения не стал скрывать своего обращения и отказался от жреческой должности. Его бывшие прихожане плевали ему вслед, вдогонку неслись оскорбления. Жена помешалась от горя и ужаса. В припадке безумия она подожгла свой дом. Местные власти арестовали Павла и посадили в тюрьму. Жрецом в старой кумирне по наследственному праву семьи Савабэ стал восьмилетний сын Павла, который кормил этим себя и больную мать. Впоследствии сын Павла принял православие.
Со временем борьба с христианством в Японии была прекращена императорским указом, и архимандрит Николай стал распространять миссионерскую работу на Токио. Павел Савабэ был послан им в Токио для оценки миссионерских возможностей в районе Токио-Йокогама. Отчёт Павла был исполнен оптимизма, он советовал Николаю приехать в Токио как можно быстрее.
Савабэ стоял у истоков русской православной церкви в Сэндае. С его помощью архимандрит Николай смог в 1871 году открыть православный приход в Токио.
В феврале 1872 года Павел Савабэ и многие из его сотрудников во Христе были арестованы полицией в Сэндае.
Николай (Касаткин) говорил про своего ученика: «Бедный Савабэ трудится для Христа так, как редкие в миру трудятся. Он весь предан своему труду, весь в своём труде, и что его труды не тщетны, свидетельствуют десятки привлечённых им ко Христу».
Савабэ и Сакаи стали первыми проповедниками христианства в тех глубинных областях Японии, куда был пока ещё закрыт доступ самому архимандриту Николаю как иностранцу.
12 июля 1875 года на втором генеральном совете Японской миссии архимандрит Николай решил, что назрела потребность в японском священнослужителе, и предложил Павлу Савабэ стать первым японским священником. Месяцем позже епископ Восточносибирский Павел прибыл в Хакодате для совершения первой хиротонии.
В этом же году отец Савабэ приезжает в Токио на 2-й Собор Японской Православной Церкви и остаётся священником при Русской Духовной Миссии.
Павел Савабэ успешно осуществлял иерейское служение, и во многом благодаря ему в последующие десятилетия Церковь в Японии активно разрасталась и укреплялась. Отец Павел пережил своего учителя и епископа на один год и скончался в 1913 году.